# جولسون كرم مصطفى
جولسون مصطفى (مواليد 1946 أنقرة) هي فنانة بصرية ومخرجة أفلام معروف بأنها "أحد أكثر فناني تركيا صراحةً وشهرةً". باستخدام الروايات الشخصية والتاريخية، تستكشف جولسون القضايا الاجتماعية والسياسية في تركيا الحديثة وتتناول موضوعات تشمل الجنسانية والجندر، المنفى والعرق، والنزوح والهجرة. "تعتبر واحدة من أكثر الفنانين المعاصرين تأثيرًا في تركيا،" تعكس أعمالها الآثار الصادمة لبناء الأمة، حيث أنها تستجيب لعمليات التحديث والاضطرابات السياسية والحقوق المدنية في فترة تشمل الانقلابات العسكرية في أعوام 1960 و1971 و1980. كرم مصطفى كانت أحد الحائزين على جائزة الأمير كلاوس 2014، وهي جائزة مرموقة تُمنح إلى "الأفراد لإنجازاتهم المتميزة في مجال الثقافة والتنمية والتأثير الإيجابي لعملهم على بيئتهم المباشرة وعلى الصعيد الثقافي أو الأوسع. المجال الاجتماعي". تعيش وتعمل في اسطنبول.

## النشأة والتعليم
ولدت جولسون عام 1946 في أنقرة بتركيا. كان والدها حكمت منير إبجي أوغلو مذيعًا إذاعيًا. بين 1958-1963، التحقت بالمدرسة الثانوية في كلية أنقرة. تخرجت من أكاديمية الفنون الجميلة، اسطنبول ، قسم الرسم في عام 1969، حيث درسها بدري رحمي أيوبوغلو.
أصبحت كرم مصطفى على دراية بالنشاط السياسي خلال سنوات دراستها الجامعية بعد تأثرها بالثورات الطلابية والاشتباكات بين مجموعات اليمين واليسار في 68. بعد تخرجها أمضت عامًا في لندن، حيث شاركت في مناقشات حول حرب فيتنام والنسوية والعنصرية.
أدينت بمساعدة وتحريض هارب سياسي، وألغي جواز سفرها لمدة ستة عشر عامًا بعد عودتها إلى اسطنبول عام 1971، مما جعلها غير قادرة على السفر أو الهجرة حتى عام 1987. شهدت هذه الفترة هجرة جماعية من الريف إلى المدينة، مما أثر بشكل كبير على لغتها الفنية.
درست كرم مصطفى التصميم الأساسي في المدرسة الحكومية للفنون الجميلة التطبيقية بين عامي 1975 و1981K، حيث أكملت أيضًا درجة الدكتوراه بعنوان "تفاعل الرسم والملصق". ثم تركت منصبها لمتابعة أعمالها الفنية.

## العمل
"علاقتي بالفن لم تتطور من الرضا الشخصي أو من الحاجة إلى تمجيد ما أفعله. لقد كنت أحمل الفن كمهمة ثقيلة منذ البداية. لدي دائمًا فكرة أنني بحاجة إلى إنتاج ونقل هذا الإنتاج إلى مكان مهم ".
يمكن تصنيف أعمال كرم مصطفى على نطاق واسع إلى ثلاثة مواضيع: الهجرة، والهوية، والذاكرة، والحدود. تاريخها الشخصي وخبراتها؛ الجنس والأنوثة. تعمل عبر مجموعة متنوعة من الوسائط المختلفة، باستخدام تقنيات وأساليب متنوعة، بما في ذلك التركيب، والتجهيزات الجاهزة، والصور، والفيديو.
شاركت كرم مصطفى وزوجها في احتجاجات طلابية خلال الانقلابات العسكرية التركية في أوائل السبعينيات، واعتقلوا نتيجة لذلك في عام 1971 تستكشف كرم مصطفى هذا في عمل فني بعنوان المسرح (1998) حيث تعرض صورة التقطت في قاعة المحكمة. وثقت الفترة التي قضتها في السجن في سلسلة لوحات السجون لعام 1972، والتي عُرضت لأول مرة في معرضها الفردي لعام 2013 معرض موعود في SALT، اسطنبول. في حديثها عن المسلسل، أوضحت كرم مصطفى "لقد صنعتهم لكي أتذكر، حتى أتمكن من تذكر [ما حدث]. بعد قضاء بعض الوقت في سجون مالتيب، سليمية وساجمالجيلار في اسطنبول، أرسلت إلى سجن إزميت لأكون مع من حكم عليهم بالسجن مع الأشغال الشاقة مدى الحياة."
ركزت جولسون حتى حصولها على جواز سفرها في عام 1987، على الثقافة البصرية الهجينة الجديدة التي سببتها موجات الهجرة الداخلية الهائلة من ريف تركيا إلى مدنها الرئيسية. خلال هذه الفترة، شاركت أيضًا في إخراج سينماتي ("مسرح فلمي،" 1990) وكانت المخرجة الفنية لـ بير يودوم سيفجي ("رشفة الحب"، 1984)، ("ملكة القلوب،" 1985)، ("المرأة التي يجب شنقها"، 1986)، وجيسينين أوتكي يوزو ("الوجه الآخر للليل"، 1987). إن لوحاتها من الأرابيسك  واستخدام السجاد والأقمشة والأشياء الجاهزة مستوحاة من تجربتها في صناعة السينما.
دأت جولسون بتجربة وسائل الإعلام المختلفة ابتداءً من أوائل التسعينيات، مع التركيز بشكل أساسي على النزوح وعبور الحدود والهوية. من أعمال هذه الفترة الرئيسية هو النقل الصوفي (1992)، ويتألف من لحاف من الساتان في سلال معدنية، وقد عُرض لأول مرة في بينالي اسطنبول الدولي الثالث في عام 1992. يجسد العمل حركةالمجتمع الفائقة للعقد. عرض تمثيل مبكر (1996)، تعريشة ذهني (1998)، تجزئة شظايا (1999) واعترافات مناهضة للحمام (2010) يثير إشكالية خطاب ما بعد الاستعمار. يجمع فيلم ذاكرة مربعة (2005)، وهو تثبيت فيديو مزدوج الشاشة، السجلات التاريخية والتجارب الشخصية.

## المعارض
شاركت جولسون في بينالي اسطنبول الدولي الثاني، الثالث والرابع، الثالث والعاشر غوانغجو ، 31 ساو باولو ، هافانا الثامن ، ستينيي الثالثة، ثيسالونيكي الرابعة، كييف الأول، القاهرة 11، سنغافورة الثالثة، بينالي إشبيلية الأول.
عُرضت أعمالها في أثينا وبرلين وكولونيا وجنيف وإسطنبول وكاسل ومينيسوتا وبورتو وريو دي جانيرو وسالزبورغ وفيينا، في مؤسسات ومتاحف مثل Kunsthalle Fridericianum، متحف سيرالفيس، متحف دير مودرن سالزبورغ، المتحف الوطني للفن المعاصر - EMST أثينا، سالزبورغ كونستفيرين، Sammlung Essel، ومركز Walker للفنون.
عرض الكرونوغرافيا في هامبورغ بانهوف - متحف فور جيجنوارت - برلين (2016) والمعرض الموعود في SALT، اسطنبول (2013) مسحًا شاملاً لأعمالها.

## المجموعات
عملت كرم مصطفى في العديد من المؤسسات العامة والخاصة بما في ذلك:
- تيت مودرن، لندن.[44]
- جوجنهايم، نيويورك.[45]
- متحف الفن الحديث، وارسو.[46]
- متحف الفن المعاصر، شيكاغو.[47]
- مومنتوم، برلين.[48]
- متحف مدينة باريس للفن الحديث.[49]
- موموك، فيينا.[50]
- Sammlung Essl،كلوسترنوبرغ.[51]
- متحف فان أبي، أيندهوفن.[52]

## الجوائز
حصلت الفنانة على العديد من الجوائز، مثل:
- جائزة الأمير كلاوس، هولندا (2014).[53]
- جائزة سيمافي للفنون البصرية، اسطنبول (2002).[54]
- معرض أونوفري الدولي، الجائزة الخاصة، تيرانا (2001).[55]
- مهرجان فجر السينمائي الدولي التاسع، جائزة لجنة التحكيم الخاصة عن فيلمها "سينماتي"، إيران (1991).
- معرض الاتجاهات الجديدة في الفن، اسطنبول (1987).[56][16]
- جائزة الفنانين المعاصرين، اسطنبول (1985).[56][16]